# 布坎南 (加利福尼亞州圖奧勒米縣)
布坎南（英語：Buchanan）是位於美國加利福尼亞州圖奧勒米縣的一個非建制地區。該地的面積和人口皆未知。

## 地理
布坎南的座標為37°54′53″N 120°11′19″W / 37.91472°N 120.18861°W，而該地的平均海拔高度為953米（即3127英尺）。